# عباس میرحسینی
عباس میرحسینی (زادهٔ ۱۳۳۵ در زابل) نمایندهٔ حوزهٔ انتخابیهٔ زابل در دورهٔ پنجم مجلس شورای اسلامی بوده‌است. وی پیش‌تر در دورهٔ چهارم نیز عضو این مجلس بود.